# Dujam Penić
Dujam Penić (Split, 29. srpnja 1889. – Zagreb, 28. rujna 1946.) bio je hrvatski kipar.

## Životopis
Klesarski zanat stjecao je u u radionicama splitskih klesara. Nastavio je školovanje u Obrtnoj školi u Splitu te u Veneciji na Akademiji i kod kipara Artura Ferraronija. U razdoblju od 1914. do 1920. radio je u New Yorku. Od 1924. do 1932. djeluje u Parizu. Po povratku u Europu, biva oduševljen antikom i renesansom, te je u skladu s time oblikovao klasične kipove u kamenu i bronci. Umro je 28. rujna 1946. godine.

### Mrežna sjedišta
- Penić, Dujam. Hrvatska enciklopedija LZMK. Pristupljeno 21. siječnja 2025.